# 孔浦街道
孔浦街道是中国浙江省宁波市江北区下辖的一个街道，辖区面积8.7平方公里，因孔浦塘而得名:32。

## 历史
秦至唐属句章县、鄮县，五代开平三年（909年）属望海县（次年改为定海县），宋熙宁十年（1077年）属定海县清泉西乡孔浦村，明嘉靖年间属定海县西管乡清泉里孔浦村、路林村，清宣统三年（1911年）属西管乡四都，1930年属西管区梅堰乡、白沙乡，1947年孔浦乡、压赛乡、梅堰乡合并为沙堰乡，1951年5月沙堰乡划归宁波市郊区，7月沙堰乡分为白沙乡、压赛乡，1956年2月属北郊乡，1958年9月属庄桥人民公社，1959年12月属甬江人民公社，1978年4月属江北公社，1984年4月划归北郊乡，1984年10月以孔浦村为中心设立孔浦街道，白沙街道下白沙居委会、西管居委会、孔浦一村居委会划入孔浦街道，1985年10月镇海区清水浦乡里夏村划入，2004年6月原甬江镇路林村、联成村、双桥村划入孔浦街道，孔浦街道百合社区、白杨社区划入甬江街道:4、32、51:82，2020年6月甬江街道白杨社区划入孔浦街道，辖区范围调整为东至镇海区边界线，南至甬江，西至定英路，往南至大庆北路向西经人民路，沿庆丰桥下至甬江，北至环城北路，沿中官新路至东昌路，沿东昌路至镇海边界线。

## 行政区划
孔浦街道下辖以下地区：
绿梅社区、红梅社区、怡江社区、文竹社区、双桥社区、白杨社区、北站社区、路林村

## 交通
- 宁波轨道交通2号线：孔浦站、路林站、三官堂站、宁波大学站